# Embalses de Argelia

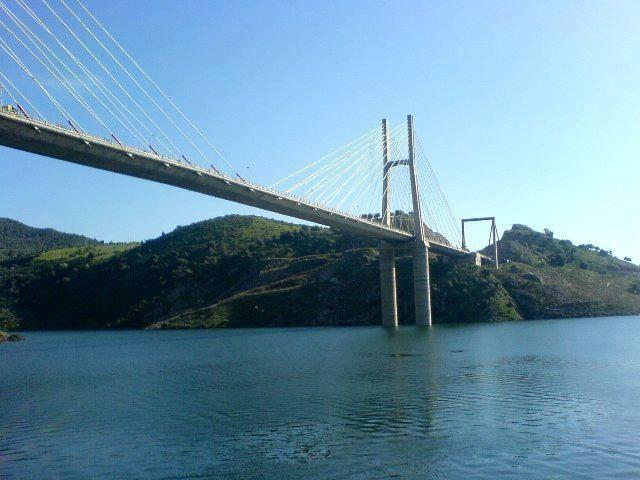
Embalse de Béni Haroun y su puente colgante, en la provincia de Mila.

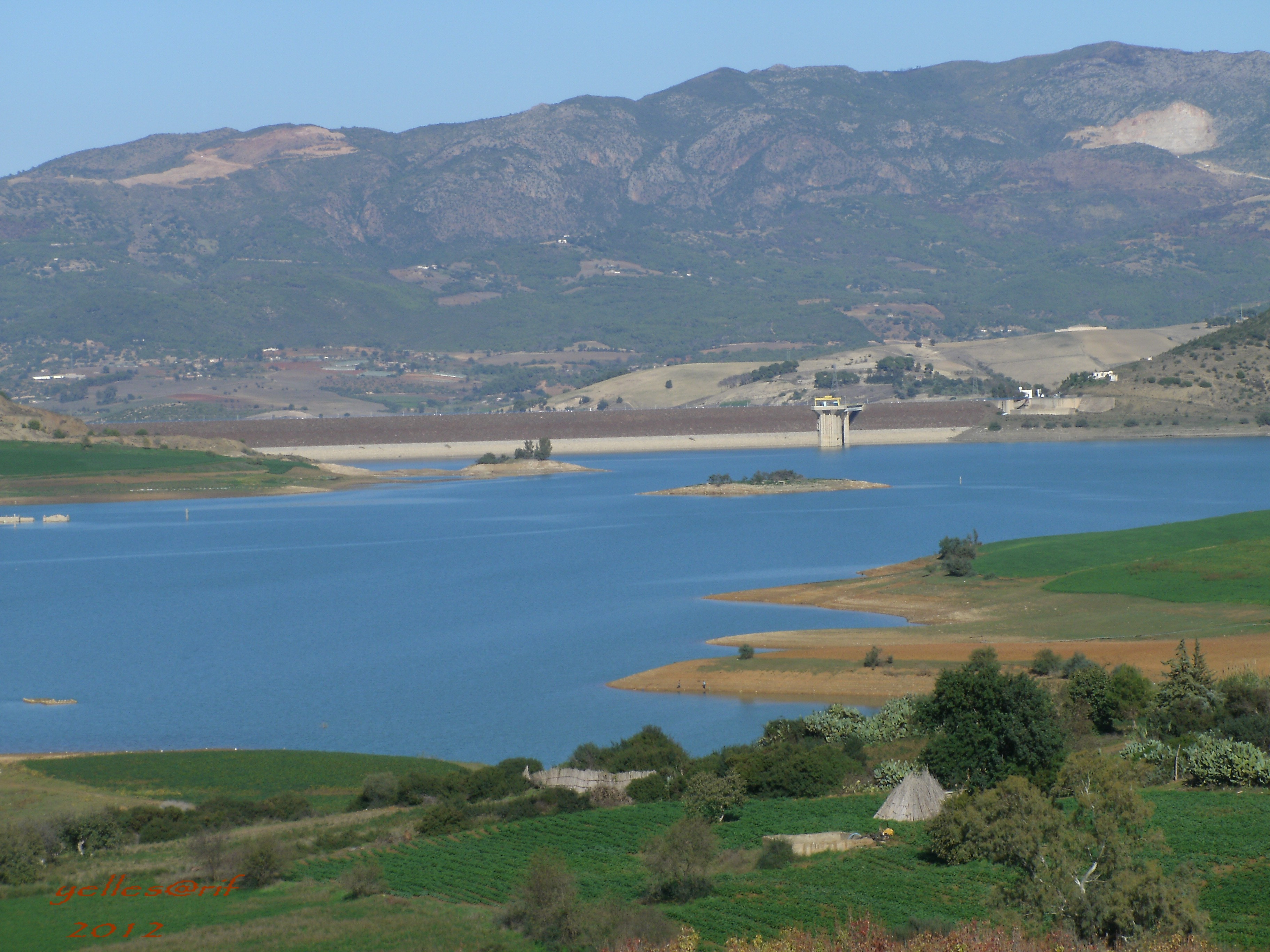
Embalse de Boukerdene en la provincia de Tipasa.

Argelia es un país deficitario en agua, debido a un clima árido en conjunto, pero con grandes posibilidades en el Atlas telliano del norte del país, la única región donde se puede practicar la agricultura. La falta de embalses hizo que desde el año 2005 se iniciara un frenético ritmo de construcción de presas y complejos hidráulicos. 
En 2016 había en Argelia 94 embalses operativos, el más importante de los cuales es el de Béni Haroun, formado por un gran embalse, acabado en 2004 y construido por la empresa española Dragados, con una capacidad cercana a los 1000 millones de m³, y otros tres embalses, Oued Athmania, Koudiat Medouar y Ourkis, de 35, 62 y 65 millones de m³ respectivamente.
En esta lista de embalses de Argelia se incluyen todos los que están operativos, más unos cuantos embalses de ladera, también considerados microembalses, más algunos que entrarán en funcionamiento en los próximos años. Algunas veces se repiten, porque hay embalses que pertenecen a vilayatos o provincias diferentes y aparecen en todas las ocasiones.
Los embalses de ladera, que no tienen un nombre específico en castellano y en francés de denominan retenues collinaires, son obras de almacenamiento de agua que se llenan con las aguas de superficie en forma de pequeños torrentes o manantiales y las escorrentías o el agua de fusión de la nieve, pero no están en una cuenca o valle, sino en una ladera, y no tienen nada que ver con las presas flitrantes. Se utilizan en Europa para abastecer de agua los cañones de nieve en las pistas de esquí, para regadío y abastecimiento de agua potable o en zonas ganaderas, y son muy importantes en zonas desérticas como Argelia, donde solo en la provincia de Oum el-Bouaghi hay diez embalses de ladera para uso agrícola.

## Provincia de Adrar
La Provincia de Adrar comprende los embalses siguientes:
- Embalse de Timiaouine.[3]

## Provincia de Chlef
La Provincia de Chlef comprende los embalses siguientes:
- Embalse de Sidi Yacoub.[4]
- Embalse de Oued fodda.[5]

## Provincia de Laghouat
La Provincia de Laghouat comprende los embalses siguientes:
- Embalse de Seklafa.[6]
- Embalse de Tadjmout.[7]

## Provincia de Oum el-Bouaghi
La Provincia de Oum el-Bouaghi comprende los embalses siguientes:
- Embalse d'Ourkis.[8]

## Provincia de Batna
La Provincia de Batna comprende los embalses siguientes:
- Embalse de Koudiat Medouar o Lamdaouar, en el río Réboua. Forma parte del Complejo de Béni Haroun, junto con los embalses de Oued Athmania y Ourkiss.[9]
- Embalse de Maafa.
- Embalse de Bouzina.[10]

## Provincia de Béjaia
La Provincia de Béjaïa comprende los embalses siguientes:
- Embalse de Tichy Haf.[11]
- Embalse de Ighil Emda.[12]

## Provincia de Biskra
La Provincia de Biskra comprende los embalses siguientes:
- Embalse de Foum El Gherza.[13]
- Embalse de la Fontaine des Gazelles.

## Provincia de Béchar
La Provincia de Béchar comprende los embalses siguientes:
- Embalse de Laghneg.[14]
- Embalse de Djorf Torba, en el uadi Guir.[15]

## Provincia de Blida
La Provincia de Blida comprende los embalses siguientes:
- Embalse de Bouroumi.[16]

## Provincia de Bouira
La Provincia de Bouira comprende los embalses siguientes:
- Embalse de Koudiat Asserdoune.[17]
- Embalse de Tilesdit.[18]
- Embalse de Lekhal.

## Provincia de Tamanrasset
La Provincia de Tamanrasset comprende los embalses siguientes:
- Embalse de Oued In Amguel.

## Provincia de Tébessa
La Provincia de Tébessa comprende los embalses siguientes:
- Embalse de Felg.[19]
- Embalse de Saf-Saf El Ouessra.[20]
- Embalse de Aïn Zerga.[21]

## Provincia de Tlemcen
La Provincia de Tlemcen comprende los Embalses siguientes:
- Embalse de El Meffrouch, en el río Meffrouch, afluente del Isser.[22]
- Embalse de Sekkak, en el río Sekkak.[23]
- Embalse de Béni Bahdel.[24]
- Embalse de Hammam Boughrara, en el río Tafna.[25]
- Embalse de Sidi Abdelli, en el río Isser.[26]

## Provincia de Tiaret
La Provincia de Tiaret comprende los Embalses siguientes:
- *Embalse de Bakhadda, en el río Mina, al oeste de Tiaret.[27]
- Embalse de Dahmouni[28]
- Embalse de Bougara.[29]

## Provincia de Tizi Ouzou
La Provincia de Tizi Ouzou comprende los embalses siguientes:
- Embalse de Taksebt.[30]

## Provincia de Argel
La Provincia de Argel comprende los embalses siguientes:
- Embalse de Douéra.[31]

## Provincia de Djelfa
La Provincia de Djelfa comprende los embalses siguientes:
- Embalse de Aïn Maâbed.
- Embalse de Charef.
- Embalse de Oum Eddhrou.[32]

## Provincia de Jijel
La Provincia de Jijel comprende los embalses siguientes:
- Embalse de Kissir.[33]
- Embalse de Boussiaba.[34]
- Embalse de El Agrem.[35]
- Embalse de Erraguene, en el uadi Djen Djen.
- Embalse de Tabellout.[36]

## Provincia de Sétif
La Provincia de Sétif comprende los embalses siguientes:
- Embalse de Mahouane.[37]
- Embalse de Draa Diss, en el río Medjez.[38]

## Provincia de Saida
La Provincia de Saida comprende los embalses siguientes:
- Embalse de Kef Bouali.[39]
- Embalse de ladera de Ouled Brahim.
- Embalse de ladera de Doui Thabet.

## Provincia de Skikda
La Provincia de Skikda comprende los embalses siguientes:
- Embalse de Zardezas.
- Embalse de Guenitra.
- Embalse de Zit el Emba.
- Embalse de Beni Zid.

## Provincia de Sidi Bel Abbes
La Provincia de Sidi Bel Abbes comprende los embalses siguientes:
- Embalse de Sarno, en el río Sarno.[41]
- Embalse de Sidi Abdelli.[42]
- Embalse de Bouhanifia, en el río El Hammam.[43]
- Embalse de Cheurfa.[44]
- Embalse de Tabia.[45]

## Provincia de Annaba
La Provincia de Annaba comprende los embalses siguientes:
- Embalse de Henkouche.[46]
- Embalse de Mexa.[47]
- Embalse de Boulatan.[46]
- Embalse de Cheffia.[48]
- Embalse de Bougous.

## Provincia de Guelma
La Provincia de Guelma comprende los embalses siguientes:
- Embalse de Hammam Debagh.[49]
- Embalse de Medjez Beggar.[50]

## Provincia de Constantina
La Provincia de Constantina comprende los embalses siguientes:
- Embalse de Hammam Grouz.[51]

## Provincia de Médéa
La Provincia de Médéa comprende los embalses siguientes:
- Embalse de Béni Slimane.[52]
- Embalse de Boughzoul.[53]
- Embalse de Ladrat.

## Provincia de Mostaganem
La Provincia de Mostaganem comprende los embalses siguientes:
- Embalse de Cheliff.[54]
- Embalse de Kramis.[55]
- Embalse de Gargar.[56]
- Embalse de Merdja Sidi Abed.[57]
- Embalse de Kerrada, en la orilla derecha del Cheliff.

## Provincia de M'Sila
La Provincia de M'Sila comprende los embalses siguientes:
- Embalse de Soubella.[58]
- Embalse de Ksob.[59]
- Embalse de M’djedel.[60]
- Embalse de Koudiat Benaïda.
- Embalse de M’cif.

## Provincia de Muaskar
La Provincia de Muaskar comprende los embalses siguientes:
- Embalse de Bouhanifia.[62]
- Embalse de Ouizert, en el uadi Sahhouat.[63]
- Embalse de Fergoug, en el río Harra.[64]
- Embalse de Chorfa.[65]
- Embalse de Chorfa II.[66]
- Embalse de Oued Taht.[67]

## Provincia de Ouargla
La Provincia de Ouargla no posee ningún embalse.

## Provincia de Orán
La Provincia de Orán comprende los embalses siguientes:
- Embalse de Béni Bahdel.
- Embalse de Sidi Abdelli.

## Provincia de El Bayadh
La Provincia de El Bayadh comprende los embalses siguientes:
- Embalse de Larouia o de Brezina, en el río Seggueur.[68]

## Provincia de Illizi
La Provincia de Illizi no tiene ningún embalse.

## Provincia de Bordj Bou Arreridj
La Provincia de Bordj Bou Arreridj comprende los embalses siguientes:
- Embalse de Aïn Zada.[69]

## Provincia de Boumerdès
La Provincia de Boumerdès comprende los embalses siguientes:
- Embalse de Thénia.
- Embalse de Merdjet El Feïat.
- Embalse d'El Allal.[70]
- Embalse de Chender.[71]
- Embalse de Djinet.[72]
- Embalse de Sidi Daoud.[73]
- Embalse de Béni Amrane :
- Embalse du Hamiz :
- Embalse de Keddara Bouzegza :
- Embalse de Oued Djemâa.[74]
- Embalse de Tala Ouranim.[75]
- Embalse de El Ksar.

## Provincia de El Tarf
La Provincia de El Tarf comprende los embalses siguientes:
- Embalse de Boukhroufa.[76]
- Embalse de Chaffia.[77]
- Embalse de Meksa.[47]
- Embalse de Bougous.[78]

## Provincia de Tinduf
La Provincia de Tinduf no tiene ningún embalse.

## Provincia de Tissemsilt
La Provincia de Tissemsilt comprende los embalses siguientes:
- Embalse de Koudiat Rosfa.[79]
- Embalse de Bougara.[80]
- Embalse de Mghila.[81]
- Embalse de Tamellaht.[82]
- Embalse de Oued Aïssa.[83]

## Provincia de El Oued
La Provincia de El Oued no tiene ningún embalse.

## Provincia de Khenchela
La Provincia de Khenchela comprende los embalses siguientes.
- Embalse de Babar.[85]
- Embalse de Taghrist.[86]
- Embalse de Melagou.[87]
- Embalse de Lazrag.[88]
- Embalse de Bouhmama.[89]
- Embalse de Ouldja.[90]
- Embalse de Foum El Gueiss.[91]

## Provincia de Souk Ahras
La Provincia de Souk Ahras comprende los embalses siguientes:
- Embalse de Oued Charef.[92]
- Embalse de Aïn Dalia.[93]
- Embalse de Oued Djedra.[94]
- Embalse de Oued Ghenam.[95]
- Embalse de Zouabi.[96]

## Provincia de Tipasa
La Provincia de Tipasa comprende los embalses siguientes:
- Embalse de Boukourdane.[97]
- Embalse de Taourira.[98]
- Embalse de Kef Eddir.[99]

## Provincia de Mila
La Provincia de Mila comprende los embalses siguientes:
- Embalse de Béni Haroun.[100] El Complejo de Béni Haroum incluye otros tres embalses subsidiarios, Oued Athmania,  Koudiat Medouar y  Ourkiss.[101]

- Embalse de Oued Athmania.[102]
- Embalse de Meurad, en el río Boudjabroune.

## Provincia de Aïn Defla
La Provincia de Aïn Defla comprende los embalses siguientes.:
- Embalse de Sidi Mhamed Ben Taiba.[104]
- Embalse de Oued Mellouk.[105]
- Embalse de Ghrib.[106]
- Embalse de Derder, en el río Zemmour, afluente del Chelif.[107]
- Embalse de Harreza.[108]

## Provincia de Naama
La Provincia de Naama comprende los embalses siguientes:
- Embalse de Aïn Hadjadj.[109]

## Provincia de Aïn Témouchent
La Provincia de Aïn Témouchent comprende los embalses siguientes:
- Embalse de Oued Berkèche.[110]
- Embalse de Beni Bahdel, en el río Tafna.

## Provincia de Ghardaïa
La Provincia de Ghardaïa comprende los embalses siguientes:
- Embalse de Oued Boubrik.[111]
- Embalse de Lâadhaira.[112]
- Embalse de Labiod.[113]

## Provincia de Relizan
La Provincia de Relizan comprende los embalses siguientes:
- Embalse de Gargar, en el uadi Rhiou.[114]
- Embalse de Sidi Mhamed Ben Aouda, en el río Mina, afluente del Chelif.[115]
- Embalse de Merdja Sidi Abed.[116]